# محمدرضا امامی
محمدرضا امامی اصفهانی از خوشنویسان صاحب‌نام ایران معاصر شاه عباس اول و شاه سلیمان صفوی و از شاگردان علیرضا عباسی بوده‌است. او عمری طولانی داشته و به او «امام خطاطان» گفته‌اند.
او پدر محمد محسن امامی و جد علی‌نقی امامی بود که هر سه از کتیبه‌نویسان و خوشنویسان صاحب‌نام خط ثلث در دوره صفوی بوده‌اند و مجموعاً یک سده به کار کتیبه‌نگاری بناهای مختلف اصفهان، مشهد، قم و قزوین اشتغال داشته‌اند.
وقتی علیرضا عباسی در سال ۱۰۰۱ هجری به خدمت شاه عباس درآمد و در زمره ندیمان مخصوص وی داخل شد، شاه؛ محمد رضا امامی و جمعی دیگر از خوشنویسان مانند محمدصالح اصفهانی و عبدالباقی تبریزی را بدو سپرد تا زیردست او خط ثلث را بیاموزند.
محمد رضا امامی، کتیبه نگاری ماهر در شهر اصفهان بود. «قسمت اعظم کتیبه‌هایی که نام او را بر خود دارند، در اصفهان هستند؛ ولی در قم، قزوین و مشهد نیز یافت می‌شوند. اولین کتیبه او در اصفهان، به سال ۱۰۳۹ ه‍.ق (۳۰–۱۶۲۹م)، و آخرین کتیبه او در اصفهان، در سال ۱۰۸۱ ه‍.ق (۱–۱۶۷۰ م) نوشته شده‌اند. آثار سالهای ۱۰۸۴ ه‍.ق (۴–۱۶۷۳ م) تا ۱۰۸۷ ه‍.ق (۷–۱۶۷۶ م) او، همگی در مشهد هستند؛ شهری که به نظر می‌رسد محمد رضا امامی، آخرین سالهای عمر خود را در آنجا گذرانده‌است. او پس از ۵۰ سال اشتغال به شغل کتیبه‌نگاری، احتمالاً در این شهر درگذشته است»

## آثار
اکثر آثار خوشنویسی به جا مانده از محمد رضا امامی کتیبه‌هایی است که او نوشته‌است و اغلب آن‌ها به خط ثلث و در اصفهان است. در شهر قم، قزوین و مشهد نیز نمونه‌هایی وجود دارد.
آثار مشهور محمد رضا امامی در مسجد امام یا مسجد شاه اصفهان است. در زیر کتیبه ثلث سردر باشکوه این مسجد تاریخی که به خط علیرضا عباسی است، کتیبه دیگری به خط ثلث محمد رضا امامی نصب شده‌است. همچنین کتیبه‌های چهلستون شرقی گنبد جنوبی در این بنا به‌خط اوست.
خط سه کتیبه از آثار مربوط به دوره صفوی در مجموعه حرم علی بن موسی‌الرضا اثر محمدرضا امامی است. از جمله کتیبه‌ای که بر بدنه گنبد (بالای کتیبه اصلی که به خط علیرضا عباسی است) در چهار لوح ثبت شده‌است؛ این کتیبه متعلق به زمان شاه سلیمان صفوی و دارای تاریخ ۱۰۸۶ ه‍.ق است که در آن از وقوع زلزله و شکاف ایجاد شده در گنبد و تزیین و مرمت مجدد آن سخن رفته‌است. و کتیبه‌ای که در ایوان جنوبی (ایوان طلا) چهار در نقره وجود دارد. کتیبه ثلث اصلی ایوان مقصوره به خط بایسنقر میرزا - فرزند شاهرخ تیموری است. این کتیبه در دوره صفوی توسط محمد رضا امامی اصفهانی مرمت و بازسازی شده‌است. همچنین در قسمت وسط مسجد گوهرشاد مشهد نیز کتیبه‌ای به خط این هنرمند موجود است.
در مسجد حکیم اصفهان نیز چندین کتیبه به خط محمد رضا امامی دیده می‌شود: کتیبه سردر شمالی مسجد به خط ثلث سفید بر زمینه کاشی لاجوردی که تاریخ آن ۱۰۷۳ه‍.ق یعنی سال اتمام مسجد است؛ کتیبه داخل ایوان که بعد از آیات و عبارات قرآنی نام محمد رضا امامی و تاریخ ۱۰۷۱هجری؛ کتیبه گنبد به تاریخ ۱۰۶۹ه‍.ق کتابت شده‌است؛ کتیبه اطراف محراب نیز محمد رضا امامی و تاریخ کتابت ۱۰۷۱ه‍.ق است؛ کتیبه شبستان شرقی به تاریخ ۱۰۶۹ه‍. ق؛ کتیبه‌های ایوان شمالی مسجد که در تاریخ ۱۰۷۱ ه‍.ق نوشته شده‌است؛ در ایوان غربی نیز آیات قرآنی با نام محمد رضا امامی و تاریخ ۱۰۷۳ه‍.ق به چشم می‌خورد.
در مسجد آقا نور در محله دردشت اصفهان، کتیبه سردر مسجد که به خط محمد رضا امامی و تاریخ ۱۰۳۹ ه‍.ق است بیانگر این مطلب است که بانی مسجد «نورالدین محمد اصفهانی» از افراد خیر و نیکوکار است که ساختمان مسجد را در زمان سلطنت شاه عباس اول شروع کرده‌است، اما در اولین سال سلطنت شاه صفی به اتمام رسیده‌است.
در مسجد لنبان از مساجد زیبای اصفهان که در محله قدیمی لنبان واقع شده‌است. خطوط باقیمانده که بر دو لوح کاشی به خط ثلث سفید بر زمینه لاجوردی رنگ نوشته شده به قلم محمدرضا امامی است. تاریخ این کتیبه سال ۱۰۸۰ ه‍.ق است. بر بالای در ورودی مسجد به خط نستعلیق سفید بر زمینه کاشی لاجوردی اشعاری نوشته شده که نویسنده محمد رضا امامی و تاریخ آن ۱۰۸۰ ه‍.ق است. مفاد این کتیبه از تعمیرات مسجد در زمان شاه سلیمان صفوی حکایت می‌کند.
در مسجد مصری اصفهان نیز کتیبه‌ای بر یک لوح سنگ مرمر در داخل مسجد اثر محمد رضا امامی است که با خط نستعلیق برجسته اشعاری نوشته شده که مصراع آخر آن تاریخ ۱۰۶۱ ه‍.ق را نشان می‌دهد.
در مسجد مقصود بیک اصفهان نیز کتیبه‌ای به خط محمدرضا امامی است که در آن به نام شاه عباس اول و مقصود بیک اشاره شده‌است.
یکی از آثار زیبای محمد رضا امامی کتیبه‌ای است در مقبره شاه عباس دوم در حرم فاطمه معصومه واقع در قم. این اثر در رواقی که امروزه به مسجد امام خمینی شهرت دارد، قرار گرفته‌است. این کتیبه که کل سوره جمعه را دربردارد، به خط ثلث تحریر شده و زمینه آن نیز سنگ مرمر است. همچنین این اثر همراه با نام و امضای هنرمند آن می‌باشد که در آخر کتیبه چنین نوشته شده: کتبه محمد رضا الامامی.
در مجموع ۲۹ کتیبه از کتیبه‌های ابنیه تاریخی اصفهان به خط محمد رضا امامی است که قدیمی‌ترین آن‌ها تاریخ ۱۰۳۸ه‍.ق در مسجد شاه اصفهان و آخرین آن‌ها مربوط به سال ۱۰۸۱ه‍.ق است.